# موارا إنيم
موارا إنيم  هو مجلس إندونيسي محلي، في إندونيسيا، يقع في سومطرة الجنوبية، بلغ عدد سكانه 557,758  نسمة، عاصمته Muara Enim ‏.